# Alan Furst
Alan Furst (New York, 20 febbraio 1941) è un giornalista e scrittore statunitense, autore di romanzi di spionaggio ambientati nel periodo della Seconda guerra mondiale.

## Opere
- Your Day in the Barrel (1976)
- The Paris Drop (1980)
- The Caribbean Account (1981)
- Shadow Trade (1983)
- Night Soldiers (1988)
- L'ombra delle stelle (Dark Star) (1991) - edizione italiana: Rizzoli, 2003. ISBN 8817871575
- The Polish Officer (1995)
- The World at Night (1996)
- Red Gold (1999)
- Il regno delle ombre (Kingdom of Shadows) (2000) - Rizzoli, 2002. ISBN 8817869457
- Blood of Victory (2003)
- Dark Voyage (2004)
- Il corrispondente dall'estero (The Foreign Correspondent) (2006) - Giano, 2008. ISBN 9788862510103
- Le spie di Varsavia (The Spies of Warsaw) (2008) - Giano, 2010. ISBN 9788862510653
- Spies of the Balkans (2010)